# Antonino José de Miranda Falcão
Antonino José de Miranda Falcão (Recife, 10 de maio de 1798 - Rio de Janeiro, 9 de dezembro de 1878) foi um tipógrafo e jornalista pernambucano, fundador do Diario de Pernambuco, o mais antigo jornal em circulação do Brasil e da América Latina.
Professor do então Trem Nacional (Arsenal de Guerra) em 1823 e diretor da Tipografia Nacional, participou da Confederação do Equador, movimento emancipacionista ocorrido no nordeste brasileiro, sendo por isto preso e processado. Em 1825, fundou a tipografia Miranda & Companhia, que neste mesmo ano deu origem ao Diario, no qual manteve-se na redação até 1837.
Foi também secretário da província de Sergipe; administrador da Gazeta Oficial (RJ); diretor da Casa de Correção da Corte do Império (1849); cônsul-geral do Império nos Estados Unidos (1852); oficial de gabinete do governo da província do Rio Grande do Sul (1865) e redator do Diário Oficial, no Rio de Janeiro, cidade onde veio a falecer em 1878, aos 80 anos de idade.